# Teichmanns
Teichmanns ist eine Ortschaft und eine Katastralgemeinde der Gemeinde Kottes-Purk im Bezirk Zwettl in Niederösterreich.
Das Dorf liegt an der Landesstraße L7165, westlich von Kottes in einer Lichtung zwischen Fischwald im Westen und Kottinger Heide im Osten. Östlich des Ortes entspringt der Tiefenbach, nordwestlich des Ortskerns im Wald befindet sich die Teichmannser Wand, eine markante Felsformation.

## Geschichte
Der Ort wird spätestens 1302 zum ersten Mal schriftlich erwähnt.
Im Eintrag der Josephinischen Fassion aus Jahre 1786/87 gab es im heutigen Ort 8 Häuser
Im Jahr 1822 wurde der Ort als Dorf mit sieben Häusern genannt, das nach Kottes eingepfarrt war, wohin auch die Kinder eingeschult wurden. Die Herrschaft Prandhof besaß die Ortsobrigkeit, besorgte die Konskription und übte die Landgerichtsbarkeit. Die Untertanen und Grundholde des Ortes gehörten der Herrschaft Prandhof.
Nach der Entstehung der Ortsgemeinden 1849 wurde der Ort eine Katastralgemeinde der Ortsgemeinde Reichpolds.
Laut Adressbuch von Österreich waren im Jahr 1938 im Weiler Teichmanns einige Landwirte mit Direktvertrieb ansässig.
Im Zuge der Niederösterreichischen Kommunalstrukturverbesserung wurde der Ort durch die Auflösung der Gemeinde Reichpolds am 1. Januar 1967 ein Teil der Gemeinde Kottes-Purk.

## Siedlungsentwicklung
Zum Jahreswechsel 1979/1980 befanden sich in der Katastralgemeinde Teichmanns insgesamt 7 Bauflächen mit 6.044 m² und 10 Gärten auf 7.988 m², 1989/1990 gab es 7 Bauflächen. 1999/2000 war die Zahl der Bauflächen auf 38 angewachsen und 2009/2010 bestanden 14 Gebäude auf 28 Bauflächen.

## Bodennutzung
Die Katastralgemeinde ist landwirtschaftlich geprägt. 75 Hektar wurden zum Jahreswechsel 1979/1980 landwirtschaftlich genutzt und 95 Hektar waren forstwirtschaftlich geführte Waldflächen. 1999/2000 wurde auf 72 Hektar Landwirtschaft betrieben und 96 Hektar waren als forstwirtschaftlich genutzte Flächen ausgewiesen. Ende 2018 waren 68 Hektar als landwirtschaftliche Flächen genutzt und Forstwirtschaft wurde auf 99 Hektar betrieben. Die durchschnittliche Bodenklimazahl von Teichmanns beträgt 21,7 (Stand 2010).